# Signe Lindkvist
Signe Lindkvist (født 30. april 1974) er tv-vært og autodidakt dansk skuespiller fra Espergærde ved Helsingør
Lindkvist har blandt andet medvirket i børne-tv-programmerne og har desuden lavet ungdomsprogrammet Puls på TV 2 i 1990'erne. Hun har spillet sammen med Anders Lund Madsen op til flere gange og har medvirket i adskillige shows på forskellige muséer, blandt andet Statens Museum for Kunst på Kulturnatten, hvor hun stod for et billedlotteri. Lindkvist var vært ved MGP 2006 sammen med bjørnen Bruno, som hun også optrådte sammen med i julestuen før og efter Danmarks Radios julekalender i 2005.
Desuden var hun vært for MGP 2006, Danmarks Indsamling 2007 sammen med Reimer Bo Christensen, og Høvdingebold.
Lindkvist var kanalredaktør på DR Ramasjang fra 2009 til 2011. Fra 2011 til 2013 var hun redaktør på TV2 Zulu.
Hun deltog i sæson 15  af Vild med dans i 2018, hvor hun dansede med Thomas Evers Poulsen.
Hun var en af de 4 dommere i Danmark har talent I 2019

## Filmografi
- Hvaffor 1 hånd (1991-1995)
- Container Conrad (1995)
- Børne1eren (2001)
- Rutsj (2003)
- Skrål (2003)
- Oppe i hovedet
- Pling bing (2003-2004)
- Fandango (2003-2004)
- Den 8. himmel (2005)